# Atromentin
Atromentin ist ein Pilzinhaltsstoff und ein Vertreter aus der Stoffklasse der Terphenylchinone. Die Verbindung wurde erstmals von Wilhelm Thörner 1878 beschrieben.

## Vorkommen
Atromentin kommt in der braunen Außenhaut des Samtfußkremplings (Paxillus atrotomentosus, Basidiomycetes) vor. Im Pilzfleisch sind die farblosen Leucomentine vorhanden. Bei diesen sind eine, zwei oder drei Hydroxygruppen der zentralen Phenyl-Einheit mit (2Z,4S,5S)-4,5-Epoxy-2-hexensäure verestert.
| Leucoatromentin | (2Z,4S,5S)-4,5-Epoxy-2-hexensäure |
| Leucoatromentin | (2Z,4S,5S)-4,5-Epoxy-2-hexensäure |

Die Leucomentine können leicht alkalisch gespalten und zum Atromentin oxidiert werden.
Mit verschiedenen Säuren veresterte Atromentinderivate kommen ebenfalls in Pilzen vor (Beispiel: Aurantiacin).

## Biosynthese
Atromentin entsteht bei der Biosynthese durch Dimerisierung von 4-Hydroxyphenylbrenztraubensäure.

## Eigenschaften
Atromentin wirkt unter anderem als Inhibitor für Enzyme der HIV-Replikation. Diese Verbindung ist daher ein vielversprechender Metabolit für die biomedizinische Forschung und für die Entwicklung neuer Medikamente. An menschlichen Brustkrebszellen (Zelllinie MDA-MB-231) zeigt Atromentin ausgeprägte antineoplastische Wirkung sowohl in vitro als auch in vivo in thymusaplastischen (nu/nu)-Mäusen (Nacktmaus-Modell) nach xenogener Transplantation soliden Tumorgewebes.